# Waldaschaff
Waldaschaff település Németországban, azon belül Bajorországban. Lakosainak száma 4308 fő (2023. december 31.). Waldaschaff Waldaschaffer Forst és Bessenbach községekkel határos.

## Népesség
A település népessége az elmúlt években az alábbi módon változott:
| Lakosok száma | 1614 | 2669 | 3541 | 3692 | 4012 | 4032 | 4011 | 4048 | 4195 | 4308 |
|               | 1875 | 1950 | 1975 | 1987 | 2012 | 2014 | 2016 | 2017 | 2021 | 2023 |